# Arthrocereus rondonianus
Arthrocereus rondonianus là một loài thực vật thuộc họ Cactaceae. Đây là loài đặc hữu của Brasil. Môi trường sống tự nhiên của chúng là xavan khô và vùng nhiều đá. Chúng hiện đang bị đe dọa vì mất môi trường sống.

## Hình ảnh

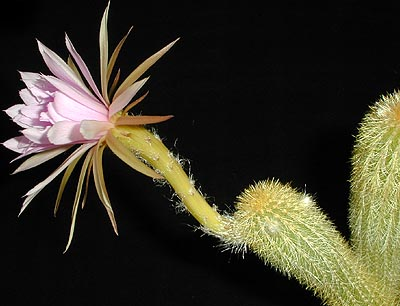